# Rue Saint-Denis (Aubervilliers)
Pour les articles homonymes, voir Rue Saint-Denis.
La rue Saint-Denis à Aubervilliers est une des plus anciennes voies de communications de cette commune.

## Situation et accès

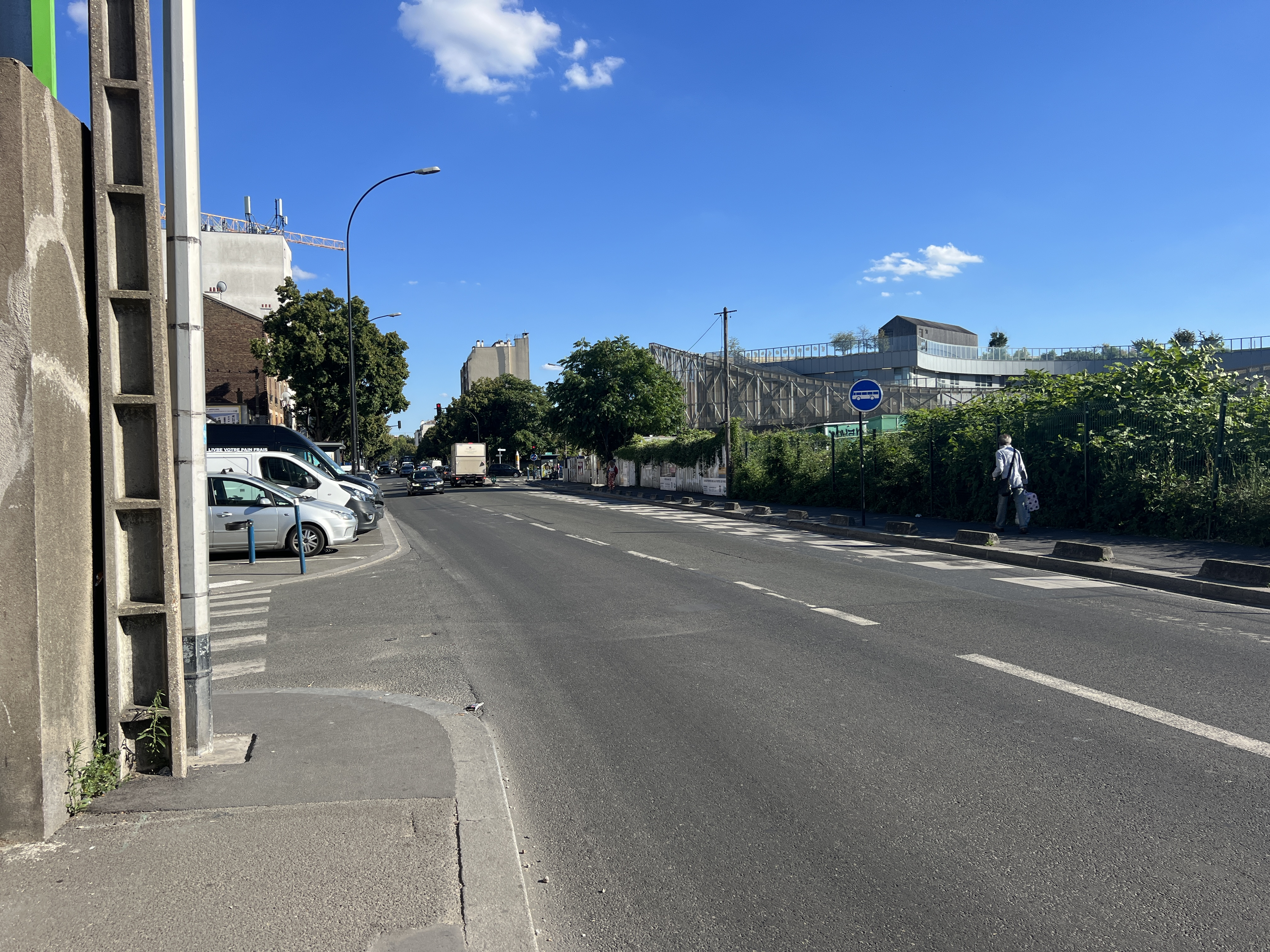
La rue Saint-Denis en juillet 2022.

Cette rue suit le tracé de la route départementale 27. Partant de la rue Danielle-Casanova à son intersection avec la rue Francis-de-Pressensé, elle se dirige vers le sud-est. Jusqu'à la rue Bisson, son côté nord appartient à la ville de Saint-Denis.
Passant sous la ligne de La Plaine à Hirson et Anor, elle rejoint un échangeur sous le viaduc du canal de Saint-Denis sur lequel passe l'autoroute A86. Au niveau de la rue Heurtault, elle est ensuite prolongée par l'avenue du Président-Roosevelt, ouverte en 1930.

## Origine du nom

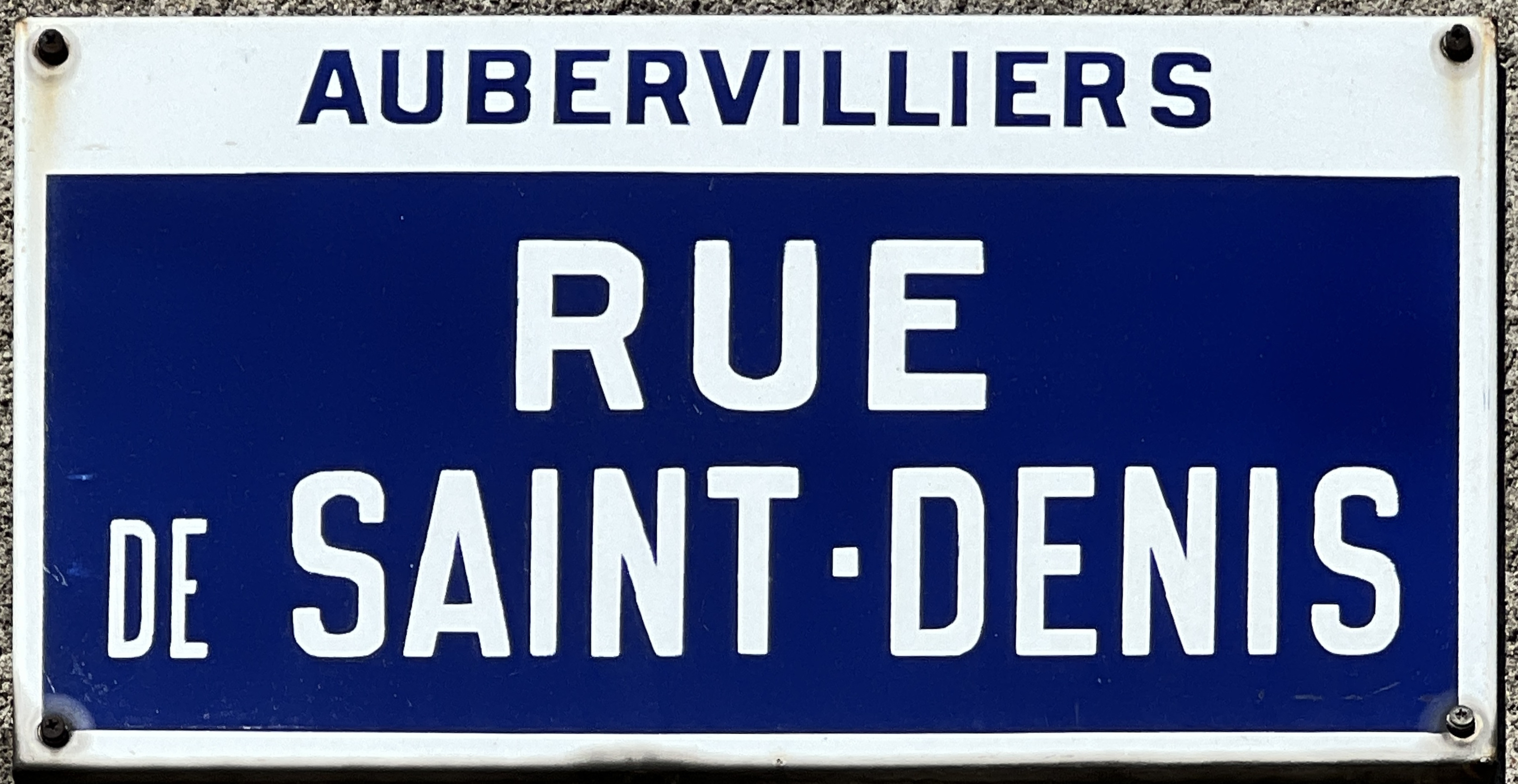
Plaque de la rue, juillet 2022.

Le nom de cette voie vient de sa destination, qui est la ville de Saint-Denis, centre politique, économique et religieux jusqu'au XVIIIe siècle.

## Historique
Le vocable chemin de Saint-Denis date au moins de la moitié du XIXe siècle.
Le 30 janvier 1918, durant la première Guerre mondiale, une bombe lâchée d'un avion allemand explose au no 81 rue Saint-Denis. Plus tard, le 9 août 1918, un obus projeté par la Grosse Bertha explose dans la même rue.

## Bâtiments remarquables et lieux de mémoire
- Jardin NKA[4].